# Expedition 16
Expedition 16 è stato il 16° equipaggio della International Space Station (Stazione Spaziale Internazionale). I primi due membri dell'equipaggio, Jurij Ivanovyč Malenčenko e Peggy Whitson, sono partiti il 10 ottobre 2007, a bordo della Sojuz TMA-11, insieme a Sheikh Muszaphar Shukor, il primo astronauta della Malaysia.
L'ingegnere di volo Clayton Anderson non è atterrato con la Sojuz TMA-10 ma si è unito all'Expedition 16 per qualche giorno. La missione STS-120 è stata lanciata il 23 ottobre e ha raggiunto la stazione due giorni dopo, sostituendo Anderson con il nuovo ingegnere di volo Daniel Tani. Con la missione STS-122 si è unito all'equipaggio Léopold Eyharts, lanciato a bordo dell'Atlantis il 7 febbraio 2007, sostituendo Tani. Garrett Reisman è partito invece sull'Endeavour con la missione STS-123 l'11 marzo, per dare il cambio a Eyharts. Reisman ha continuato la sua permanenza sulla stazione attraverso la prima parte della Expedition 17, per poi tornare a terra con la missione STS-124.

## Equipaggio
| Ruolo               | Ottobre 2007                            | Ottobre 2007 – Febbraio 2008            | Febbraio – Marzo 2008                   | Marzo – Aprile 2008                     |
| ------------------- | --------------------------------------- | --------------------------------------- | --------------------------------------- | --------------------------------------- |
| Comandante          | Peggy Whitson, NASA Secondo volo        | Peggy Whitson, NASA Secondo volo        | Peggy Whitson, NASA Secondo volo        | Peggy Whitson, NASA Secondo volo        |
| Ingegnere di volo 1 | Jurij Malenčenko, Roscosmos Quarto volo | Jurij Malenčenko, Roscosmos Quarto volo | Jurij Malenčenko, Roscosmos Quarto volo | Jurij Malenčenko, Roscosmos Quarto volo |
| Ingegnere di volo 2 | Clayton Anderson, NASA Primo volo       | Daniel Tani, NASA Secondo volo          | Léopold Eyharts, ESA Secondo volo       | Garrett Reisman, NASA Primo volo        |

## Missione
L'Expedition 16 è la prima missione ISS che include due membri dell'equipaggio che sono già stati a bordo in una missione precedente, e per la prima volta un'ex comandante (Malenčenko) è tornato in orbita con le mansioni di ingegnere di volo. Whitson è il primo comandante donna di una Expedition e durante la missione STS-120, comandata da Pamela Melroy, è avvenuto il primo incontro in orbita tra due comandanti donna.

### STS-120
Il primo obiettivo è stato raggiunto il 6 ottobre, quando l'equipaggio della missione STS-120 ha trasportato sulla stazione il modulo Harmony e lo ha agganciato in una posizione temporanea sul modulo Unity. Questo incremento della stazione spaziale ha portato il volume abitabile a 71 m³. Gli equipaggi hanno anche spostato il segmento P6 nella sua posizione definitiva, durante la terza delle quattro passeggiate spaziali della missione.

### Configurazione diHarmony

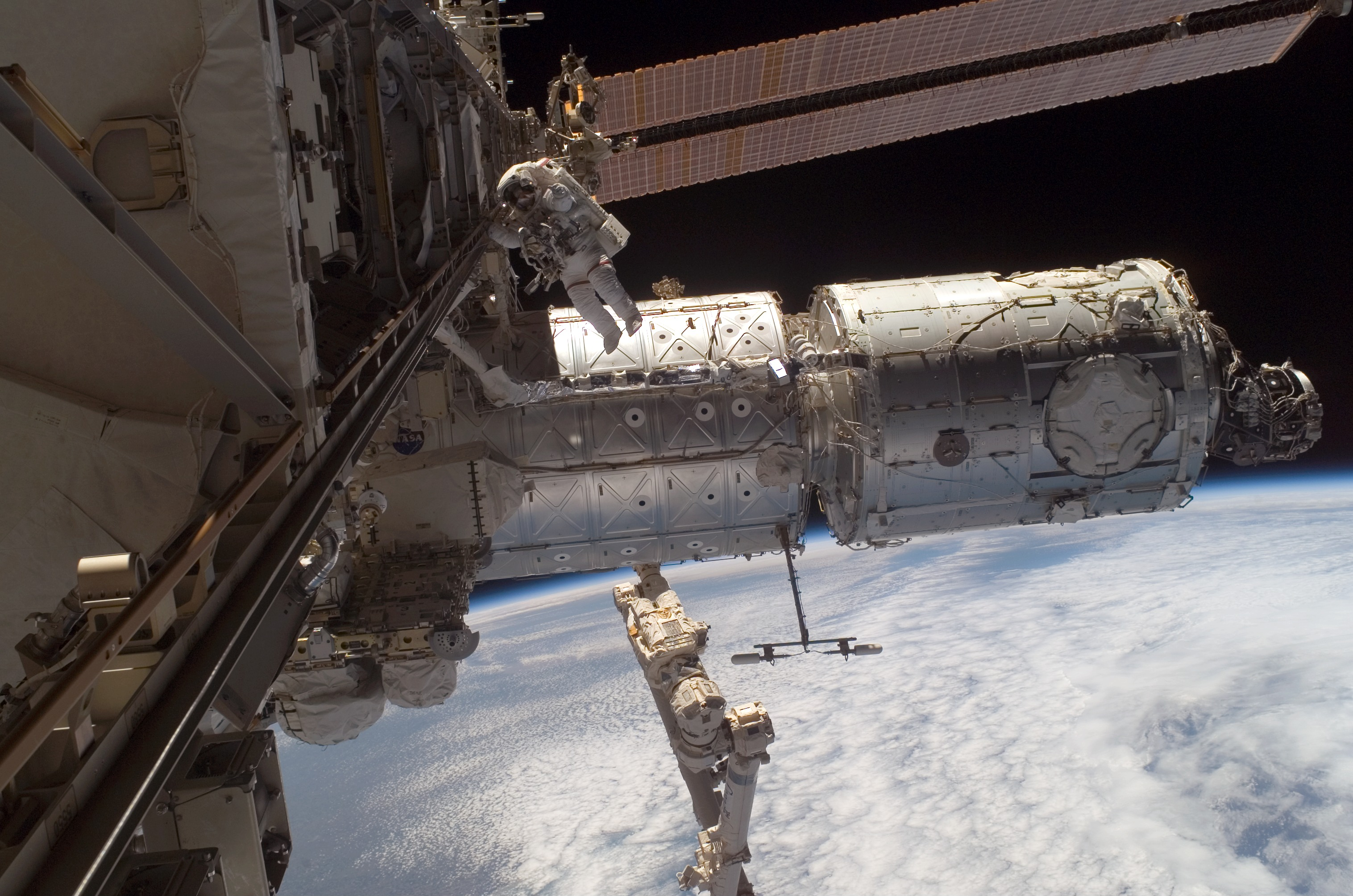
Peggy Whitson, comandante della Expedition, durante la terza passeggiata spaziale. Sullo sfondo sono visibili i moduli Destiny e Harmony

Dopo la partenza del Discovery sono state effettuate varie passeggiate spaziali per spostare il Pressurized Mating Adapter dall'estremità del modulo Destiny all'estremità del nuovo modulo Harmony. Whitson e Malenčenko hanno compiuto la prima passeggiata spaziale il 9 novembre, preparando la porta di aggancio per lo spostamento. Il 12 novembre Whitson e Tani hanno utilizzato il braccio robotico della stazione per distaccare la porta di aggancio e risposizionarla all'estremità anteriore del modulo Harmony. Due giorni dopo Tani e Whitson hanno utilizzato nuovamente il braccio robotico per muovere il modulo Harmony dalla sua posizione temporanea per agganciarlo definitivamente all'estremità anteriore del modulo Destiny.
Il 20 novembre Whitson e Tani hanno completato la seconda passeggiata spaziale per completare le procedure di aggancio del modulo Harmony alla sua nuova posizione. Tutte le attività previste sono state completate con successo, ed è stato possibile effettuare tre attività in anticipo rispetto alla tabella di marcia.
Il 24 novembre i due astronauti hanno completato la terza attività extraveicolare dove è stato anche possibile controllare il Solar Alpha Rotary Joint della stazione, che aveva presentato qualche inconveniente.

### STS-122
Durante la missione STS-122 è stato installato il modulo Columbus. A bordo dello Space Shuttle Atlantis è giunto sulla stazione Léopold Eyharts, che ha sostituito Daniel Tani.

### STS-123
Durante la missione STS-123 è stato installato il primo componente del Japanese Experiment Module e il braccio robotico DEXTRE. Léopold Eyharts è tornato a Terra a bordo dello Space Shuttle Endeavour mentre è giunto a bordo della stazione Garrett Reisman.

### Automated Transfer Vehicle
Durante la Expedition 16 è stato lanciato il 9 marzo 2008 il primo Automated Transfer Vehicle, che si è agganciato alla stazione il 3 aprile 2008.

## Attività extraveicolari
|      | Astronauta                     | Inizio                 | Fine              | Durata           | Missione |
| ---- | ------------------------------ | ---------------------- | ----------------- | ---------------- | --- |
| EVA1 | Peggy Whitson Jurij Malenčenko | 9 novembre 2007 09:54  | 9 novembre 16:49  | 6 ore, 55 minuti | Disconnessione del cavo dell'SSPTS e stivaggio, assieme al cavo PMA-2 e al cavo del modulo Harmony                                                               |
| EVA2 | Whitson Daniel Tani            | 20 novembre 2007 10:10 | 20 novembre 17:26 | 7 ore, 16 minuti | Configurazione del PMA-2 e del modulo Harmony, in particolare la connessione delle linee dati, elettriche, dei fluidi, avionica e riscaldamento                  |
| EVA3 | Whitson Tani                   | 24 novembre 2007 09:50 | 24 novembre 16:54 | 7 ore, 04 minuti | Completamento delle connessione per PMA-2 e il modulo Harmony. Analisi fotografiche del Solar Alpha Rotary Joint (SARJ) per la rilevazione dei malfunzionamenti. |
| EVA4 | Whitson Tani                   | 18 dicembre 2007 09:50 | 18 dicembre 16:46 | 6 ore, 56 minuti | Ispezione del SARJ e del Beta Gimbal Assembly. Centesima attività extraveicolare dedicata alla costruzione della Stazione Spaziale                               |
| EVA5 | Whitson Tani                   | 30 gennaio 2008 09:56  | 30 gennaio 17:06  | 7 ore, 10 minuti | Sostituzione di un Bearing Motor Roll Ring Module (BMRRM) nel Beta Gimbal Assembly del segmento S4, ulteriori ispezioni del SARJ                                 |